# Hong Chau
Hong Chau (25 de juny de 1979) és una actriu estatunidenca. Ha rebut diverses nominacions als premis pels seus papers cinematogràfics com Ngoc Lan Tran a Downsizing (2017) i com a Liz a The Whale (2022), inclosa una per a l'Oscar a la millor actriu secundària per aquesta última.

## Primers anys
Abans de néixer Hong Chau, els seus pares i els seus dos germans vivien al Vietnam. El 1979, la família estava entre els vaixells vietnamites que van fugir del seu país, i la mare de Chau estava embarassada de sis mesos d'ella. Durant la fugida, el pare de Chau va rebre un tret i gairebé va morir dessagnat. Chau va néixer en un camp de refugiats a Tailàndia el 25 de juny d'aquell any. Una església catòlica vietnamita de Nova Orleans, Louisiana, als Estats Units, va organitzar que una família vietnamita local patrocinés la seua família. Chau va créixer parlant vietnamita com a primera llengua, i més tard va aprendre anglés a l'escola. La seua família vivia en habitatges governamentals i utilitzava programes de menjar subvencionats.
Chau es va criar a Nova Orleans East i va assistir a l'escola secundària Eleanor McMain, a la secundària Benjamin Franklin i després a la Louisiana School for Math, Science and the Arts; els dos primers són a Nova Orleans i el segon, de la qual es va graduar Chau, és a Natchitoches, Louisiana. Els seus pares van treballar com a rentavaixelles i després van dirigir una botiga de conveniència, treballant per assegurar-se que els nens pogueren anar a la universitat. Chau va dir que els seus pares, que parlen anglés amb fort accent vietnamita, van ser rebutjats com a migrants asiàtics. Ella va dir: "Tota la meua vida, sempre m'he sentit com si fos el més acceptable dels meus pares, i sempre eren la gent que s'havia de quedar al fons o amagar-se a l'armari de les escombres".
Chau va assistir a la Universitat de Boston a Boston, Massachusetts, on inicialment va estudiar escriptura creativa. Va canviar la seua carrera per estudis de cinema quan els seus pares li van demanar que estudiés quelcom més pràctic. Va explorar la interpretació per desafiar la seua introversió; va actuar en curtmetratges d'altres estudiants i es va animar a dedicar-se a la interpretació. Es va graduar a la Boston University College of Communication amb la seua especialització en estudis de cinema l'any 2001. Després de la universitat, Chau va aconseguir una feina a PBS i es va anticipar a una carrera en documentals. Chau va començar a prendre classes de parlar en públic per superar el fet de ser introvertida, la qual cosa la va portar a fer classes d'improvisació. Quan Chau va conéixer un director de televisió de sitcom, ell la va animar a traslladar-se a Los Angeles i a posar-se en contacte amb ell. Chau va decidir traslladar-s'hi i va començar a buscar oportunitats d'actuació allà.

## Carrera
Chau va començar a actuar en cinema i televisió l'any 2006. A principis de la dècada de 2010, va tenir papers com a convidada a la sèrie de televisió de la CBS NCIS i How I Met Your Mother. Un dels seus primers papers importants va ser a la sèrie d'HBO Treme (2010-2013), ambientada a Nova Orleans. El seu primer paper al llargmetratge va ser a la pel·lícula del 2014 Inherent Vice. Durant dos anys després del seu paper, no va poder aconseguir una audició per a un altre paper en una pel·lícula. El 2015, va tenir un paper clau a l'obra Off-Broadway John, va acreditar que l'experiència va enfortir la seua interpretació. També va tenir un paper secundari a la primera temporada de la sèrie de HBO Big Little Lies el 2017.
Chau va aparéixer en un paper secundari com Ngoc Lan Tran, una activista política vietnamita, a la comèdia dramàtica d'Alexander Payne Downsizing (2017). La seua actuació va ser destacada per diversos crítics.
Després de Downsizing, el 2018, Hong Chau va ser un dels 928 nous membres convidats per l'Acadèmia de les Arts i les Ciències Cinematogràfiques. Va aparéixer com a convidada en diverses sèries de televisió, com BoJack Horseman i Forever. Va tenir un paper secundari com a secretària corporativa a la primera temporada de la sèrie d'Amazon Prime Video Homecoming.
Chau va tenir els seus primers papers principals a les pel·lícules Driveways i American Woman, ambdues estrenades a festivals de cinema el 2019. També el 2019, Chau va aparéixer a la sèrie limitada d'HBO Watchmen com la billonària Lady Trieu.
El maig de 2020, Chau va tenir un paper més important a la segona temporada de Homecoming, en què passa de secretària a responsable de la corporació destacada de la sèrie.
Chau va passar la major part del 2020 en confinament a causa de la pandèmia de COVID-19, va donar a llum una filla el novembre d'aquell any. El 2021, va participar en el rodatge de quatre pel·lícules: The Whale, Showing Up, The Menu i Asteroid City. Per al drama The Whale, va ser convidada pel seu director Darren Aronofsky a una audició per al paper de Liz, una infermera. Per a The Menu, Chau era un fan de la sèrie de televisió Succession i volia treballar amb el director Mark Mylod, que havia dirigit més d'una dotzena d'episodis de la sèrie. També volia treballar amb l'actor Ralph Fiennes. Show Up es va estrenar el maig del 2022 al Festival de Cannes del 2022, mentre que el setembre del 2022, The Whale es va estrenar al 79é Festival Internacional de Cinema de Venècia i The Menu es va estrenar al Festival Internacional de Cinema de Toronto del 2022. Tant The Whale com The Menu van tenir estrenes comercials als cinemes més tard el 2022. Per la seua actuació a The Whale, Chau va ser nominada a l'Oscar a la millor actriu secundària.
A la pel·lícula conjunta de Wes Anderson Asteroid City, que es va estrenar al Festival de Cannes de 2023, Chau va tenir una única escena. Anderson va veure Chau en una obra de teatre uns cinc anys abans i va recordar la seua actuació i va buscar l'oportunitat d'incloure-la a la seua pel·lícula. Apareixerà a les pel·lícules Kinds of Kindness i The Instigators.